# Drzeńsko (Malechowo)
Drzeńsko (deutsch: Drenzig) ist ein Ortsteil der polnischen Landgemeinde Malechowo (Malchow) im Powiat Sławieński (Schlawe) in der Woiwodschaft Westpommern, 17 km südlich der Kreisstadt am westlichen Ufer der Grabowa (Grabow).

## Geschichte
Im Jahre 1590 wurden elf Bauernhöfe in Drenzig gezählt, um 1700 waren es zwölf. Um 1800 wurde eine neue Ziegelei erwähnt, und schon vorher bestand eine Mühle. Mit dem später genannten Gut Drenzig ist das ursprüngliche Vorwerk Vogelsang (heute polnisch: Zalesie) gemeint. 1824 entstand das neue Vorwerk Lerchenhain (ursprünglich Ziegelei). Beide Besitzungen gehörten bis 1859 den von Podewils in Krangen (Krąg).
1816 hatte das Dorf 114 Einwohner, 1867 waren es schon 293, doch sank die Zahl bis 1885 auf 225. Immerhin umfasste das Gemeindegebiet damals 516 ha, davon 288 ha Äcker und Gärten, 56 ha Wiesen und 21 ha Wald. 1939 lebten 242 Menschen in Drenzig.
Das von Durchgangsstraßen freie Dorf wurde von Viehseuchen anscheinend nicht häufig heimgesucht. Ein großes Unglück traf Drenzig allerdings mit einem großen Brand am 16. Mai 1891: in kürzester Zeit standen die strohgedeckten Häuser in Flammen, eine tote Einwohnerin war zu beklagen. Mit Ausnahme des Gasthofes brannten alle Gebäude ab, auch die Schule, so dass die Kinder bis zum Neubau in das 3 km entfernte Balenthin (Bialęcino) gehen mussten. Aber noch vor Wintereinbruch konnten die Höfe (zum Teil an anderer Stelle) wieder aufgebaut werden.
Bis 1945 war Drenzig Sitz des Standesamtsbezirks Kummerow (Komorowo), gehörte zum Amtsbezirk Kummerow, zum Kirchspiel Krangen und zum Amtsgerichtsbereich Schlawe. Gegen Ende des Zweiten Weltkriegs wurde das Dorf 1945 von der Roten Armee eingenommen und kam wie ganz Hinterpommern unter polnische Verwaltung. Es begann die Zuwanderung von polnischen Zivilisten aus den an die Sowjetunion gefallenen Gebieten östlich der Curzon-Linie. Die deutsche Bevölkerung wurde vertrieben. Das Dorf ist heute Teil der Landgemeinde Malechowo im Powiat Sławieński.

### Ortsgliederung vor 1945
Zur Gemeinde Drenzig gehörten vor 1945 vier Ortschaften bzw. Wohnplätze:
1. Drenziger Mühle: Mühle und Sägewerk des Karl von Riepenhausen in Krangen (Krąg);
2. Grünhof (polnisch: Brzeźniak): Arbeiterwohnhaus, drei Kilometer nordostwärts von Drenzig im Grabowtal, zum Gut Kummerow gehörend, ehemaliges Vorwerk zur Betreuung und Bewirtschaftung von ca. 9 Hektar Wiesen und 8 Hektar Brache, die den Kummerowern zugeteilt war, weil dort nicht genügend natürliches Grünland vorhanden war. Bis 1910 wurde hier Torf gewonnen;
3. Lerchenhain (Włodisław): ehemaliges Vorwerk von Gut Vogelsang (Zalesie), 1,2 km ostwärts von Drenzig, ursprünglich Ziegelei, dann zeitweise Schäferei, um 1928 aufgesiedelt in zwei Bauernhöfe;
4. Vogelsang (Zalesie): auch Gut Drenzig, ehemaliges Vorwerk von Krangen (Krąg), 1,5 km nordostwärts von Drenzig am Hammerbach, um 1928 aufgesiedelt in sechs Bauernhöfe.

## Schule
Nach einem Brand des Schulhauses 1760 gab es bis 1764 weder ein Schulgebäude noch einen Lehrer. 1891 brannte das Schulhaus erneut ab, wurde aber bald wieder errichtet.

## Kirche
Bis 1945 gehörte Drenzig zur Kirchengemeinde Kummerow, die ihrerseits Filialgemeinde im Kirchspiel Krangen und dem Kirchenkreis Schlawe der Kirchenprovinz Pommern der Evangelischen Kirche der Altpreußischen Union zugeordnet war. Kirchort für die Drenziger war demnach Kummerow, dessen Kirchenpatronat zuletzt die Bauernland A.-G. Kummerow innehatte. 1940 zählte die Kirchengemeinde Kummerow 1170 Gemeindeglieder.